# Roger Heinkelé
Roger Heinkelé   (Vincennes, 6 de gener de 1913 - Neuilly-sur-Seine, 24 d'abril de 2001) fou un saltador francès que va competir durant les dècades de 1930 i 1940.
El 1936 va prendre part en els Jocs Olímpics d'Estiu de Berlín, on fou dotzè en la prova del trampolí de 3 metres del programa de salts. El 1948, un cop finalitzada la Segona Guerra Mundial, fou catorzè en la mateixa prova als Jocs de Londres.
En el seu palmarès destaca una medalla d'or en la prova del trampolí de 3 metres del Campionat d'Europa de natació de 1947.
El 1931 va guanyar el primer títol de Campió de la ciutat de París. El febrer de 1935 va guanyar el primer torneig internacional organitzat al Regne Unit. El 1936 i 1937 va guanyar els títols nacionals de trampolí de 3 metres i palanca de 10 metres.